# 7416 Linnankoski
7416 Linnankoski (1990 WV4) là một tiểu hành tinh vành đai chính được phát hiện ngày 16 tháng 11 năm 1990 bởi E. W. Elst ở La Silla.